# Путейко, Михаил Константинович

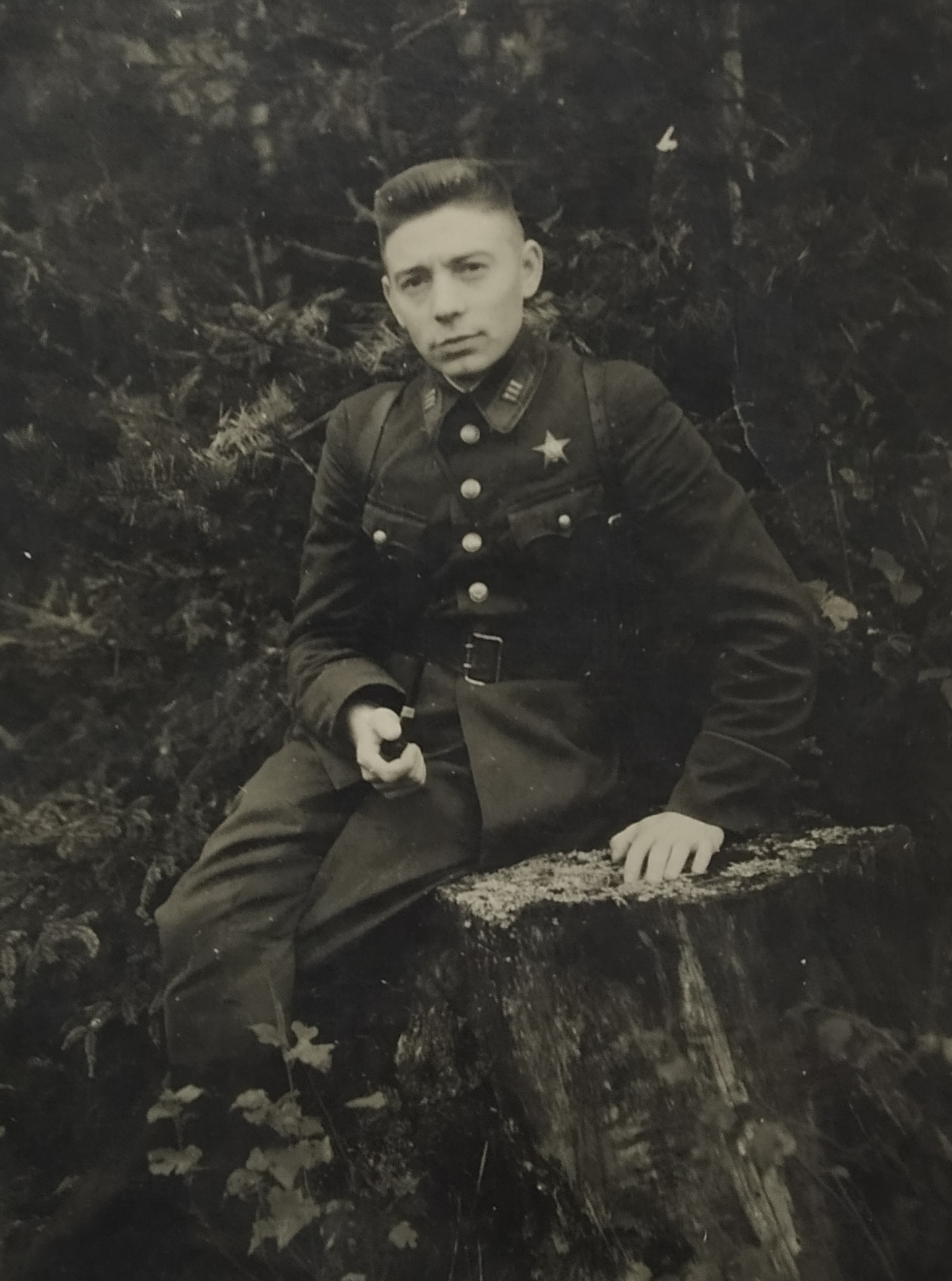
М.К. Путейко, 254 сд, 27.09.1942, Северо-Западный фронт

Михаил Константинович Путейко (8 ноября 1913, дер. Ревкутьевичи, Минский уезд, Российская империя — 21 апреля 1945, Львов, УССР) — советский военачальник, генерал-майор (1944).

## Биография
Родился в деревне Ревкутьевичи Минского уезда Минской губернии (ныне Минский район, Республика Беларусь). По национальности белорус.
В 1928-1931 годах проходил обучение в механических мастерских, позже непродолжительно работал слесарем в Минске.
В 1931-1934 годах учился в Минском архитектурно-строительном колледже (ныне Филиал БНТУ УО «Минский государственный архитектурно-строительный колледж»).
В 1934-1935 годах проходил срочную службу в РККА.
В 1935-1937 годах учился в Минском пехотном училище.
В 1937-1941 годах учился в Военной академии имени М. В. Фрунзе в Москве.
Войну М. К. Путейко встретил в Эстонии в должности командира батальона 936-го стрелкового полка. Отлично проявил себя при руководстве боевыми действиями и вскоре стал командиром 254-й стрелковой дивизии. Дивизия участвовала в окружении и ликвидации Корсунь-Шевченковской группировки, освобождении Умани, Бельцев и других городов и сёл Украины и Молдавии, форсировала Южный Буг, Днестр, Прут, обеспечив плацдарм для наступления других дивизий. Также дивизия освобождала город Черкассы. За стремительность и неудержимость в наступлении за 30-летним командиром дивизии в войсках прочно утвердилась прозвище «Генерал - Вперёд».
19 апреля 1945 года при наступлении на город Баутцен в Германии, генерал-майор Путейко был смертельно ранен снайпером в бою.
21 апреля 1945 года скончался в госпитале во Львове, похоронен на холме Славы.

## Память
Имя М.К Путейко носят улица и школа № 2 в городе Заславле.
На здании школы в агрогородке Шершуны в Минском районе установлена мемориальная доска.
14 ноября 1985 года средней общеобразовательной школе № 27 города Черкассы было присвоено наименование «имени Героя Советского Союза М. К. Путейко».